# AlunaGeorge
AlunaGeorge  est un groupe anglais originaire de Londres composé de la chanteuse Aluna Francis et du musicien George Reid.

## Biographie
Le duo s'est rencontré en 2009 lorsque Reid a souhaité remixer le morceau Sweetheart du groupe d'Aluna, My Toys Like Me. Ils ont fait leurs débuts en 2011 en publiant sur le label Sweet! Recordings leur single Analyser / We are chosen. À la fin de cette année, des remixes de Born to Die de Lana Del Rey, et de Into the Heart de Mirrors sont publiés. En septembre 2012, leur single Your Drums, Your Love, fait son entrée à la 50e place dans le classement hebdomadaire anglais. En 2013, leur participation au titre réalisé avec Disclosure a été remarquée, atteignant la deuxième place du même classement des ventes. Ils ont également sorti le single Attracting Flies issu de leur album Body Music.
Le style d'AlunaGeorge est communément qualifié de R'n'B dite futuriste, inspiré des années 1990.
Le groupe s'est fait connaître en France grâce au remix de You Know You Like It, réalisé par DJ Snake en 2015.
Son dernier titre I'm in control sorti en janvier 2016 est une collaboration avec Popcaan (artiste dancehall révélé par Vybz Kartel). En 8 jours, plus de 600 000 vues sur Youtube.
En 2020, Aluna annonce qu'elle sortira dorénavant de la musique en tant qu'artiste solo. Dans cette lignée, son premier single, Body Bump, sort le 30 avril 2020. Dans une interview accordée à The Forty-Five, Aluna annonce que le duo AlunaGeorge n'est pas terminé mais que certaines sphères musicale et lyrique devenaient inconfortables à aborder en duo, étant trop singulières à la culture et aux perspectives de la chanteuse.

## Discographie

### Albums
| Titre      | Details                                                                   |
| ---------- | ------------------------------------------------------------------------- |
| Body Music | - Sortie: 26 juillet 2013, - Label: Island - Formats: CD, Copie digitale  |
| I Remember | - Sortie: 16 septembre 2016 - Label: Island - Formats: CD, Copie digitale |

### EPs
- Your Drums, Your Love (2012)
- You Know You Like It (2012)

### Singles
- Analyser / We Are Chosen (2011)
- You Know You Like It (2012)
- Attracting Flies (2013)
- Supernatural (2014)
- I'm in Control (featuring Popcaan) (2016)
- I Remember (2016)
- Mean What I Mean (featuring Leikeli47 & Dreezy) (2016)
- Mediator (2016)
- Not About Love (2017)
- Last Kiss (2017)
- Turn Up the Love (2017)
- Superior Emotion (featuring Cautious Clay) (2018)

### Participations
- After Light (Rustie feat. AlunaGeorge, 2012)
- White Noise (Disclosure feat. AlunaGeorge, 2013)
- One Touch (Baauer feat. AlunaGeorge & Rae Sremmurd, 2014)
- To Ü (Jack Ü feat. AlunaGeorge, 2015)
- Innocence (Flume feat. AlunaGeorge, 2016)
- Fake Magic (Peking Duk feat. AlunaGeorge, 2017)
- Man Down (Shakka feat. AlunaGeorge, 2018)
- Hurting (SG Lewis feat. AlunaGeorge, 2018)

### Remixes
- Born to Die (Lana Del Rey) (2011)
- Into the Heart (Mirrors) (2011)